# Villa Lais
La Villa Lais est un parc public de Rome de 28 000 m2. Il est situé dans le quartier de Tuscolano, dans le Municipio de Rome VII.
Il dispose de quatre entrées : piazza Giovanni Cagliero, via Paolo Albera, via Deruta et via Giacomo Costamagna.

## Histoire
Les jardins Villa Lais, anciennement Vigne Costantini, ont été construits dans les premières années du XXe siècle.

## Vues

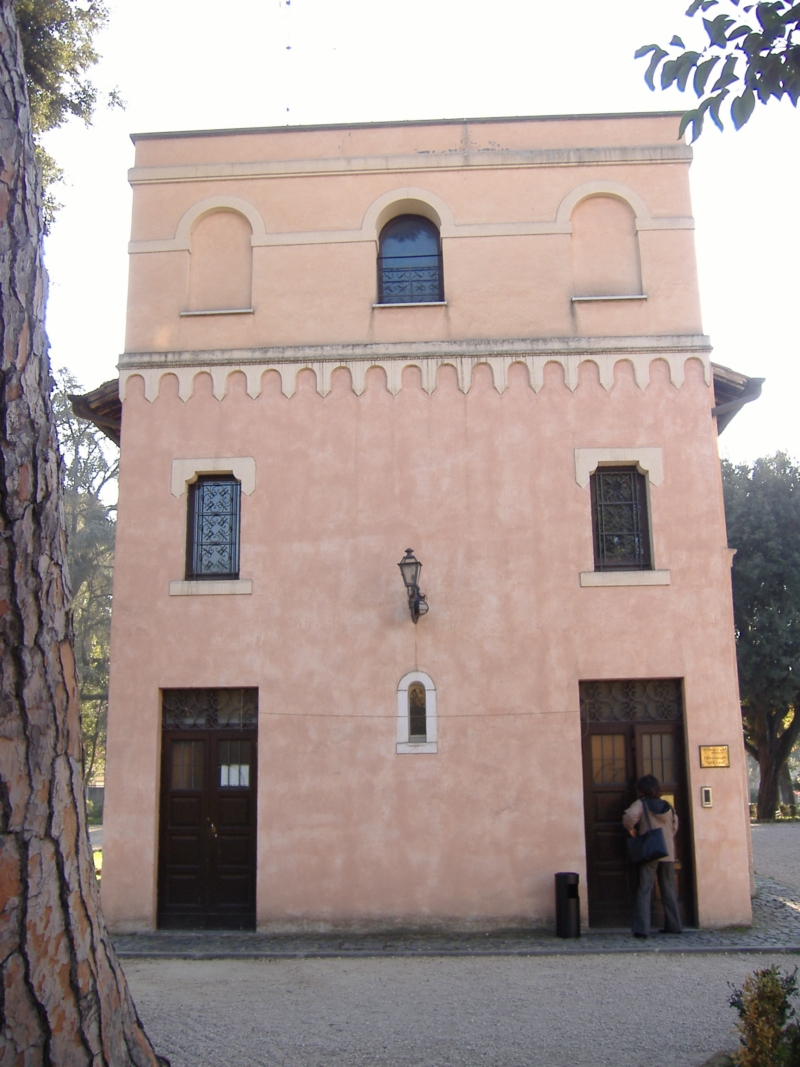